# Mount Crockett
Mount Crockett ist ein markanter Berg von 2250 m Höhe im Königin-Maud-Gebirge. Er befindet sich etwa 3 km östlich des Mount Astor. 
Entdeckt wurde er von der Mannschaft um den Geologen Laurence McKinley Gould (1896–1995) bei der ersten Antarktisexpedition (1928–1930) des US-amerikanischen Polarforschers Richard Evelyn Byrd. Byrd benannte den Berg nach Frederick E. Crockett (1907–1978), einem Mitglied der Gruppe. Die geografische Lage wurde bei Byrds zweiter Antarktisexpedition (1933–1935) korrigiert.